# Vršenka jednopohlavní
Vršenka jednopohlavní (Oikopleura dioica) je druh pláštěnce – vršenky z čeledi vršenkovití (Oikopleuridae).

## Popis
Vršenku jednopohlavní charakterizují znaky typické i pro další vršenky: jde o planktonní organismus, který si kolem sebe buduje dočasné schránky („domky“), dospělcům přičemž zůstává po celý život ocas s chordou. S celkovou délkou těla asi 3 mm (z toho samotné tělo měří pouhý 1 mm, zbytek připadá na ocas) a délkou sekretované schránky asi 4 mm je pokládána za nejmenšího zástupce vršenek.
V porovnání s ostatními pláštěnci vyniká odděleným pohlavím, což jí vyneslo i druhové jméno. Má také extrémně malý genom: pouhých 72 Mb představuje rekordní hodnotu mezi strunatci.

## Výskyt
Vršenka jednopohlavní obývá tropická i mírná moře. Žije typicky v epipelagiálu, nejvýše do asi 200 m hloubky, a většinou při pobřeží. Je pokládána za kosmopolitní druh, rozšířený mj. u břehů Evropy. Ze Středozemního moře pochází i typový vzorek, na základě něhož tento druh roku 1872 popsal švýcarský zoolog Hermann Fol.
Celosvětové rozšíření se ovšem zakládá zejména na morfologických znacích studovaných jedinců, zatímco genetické analýzy ukazují spíše na skutečnost, že se jedná o komplex vzhledově podobných (= kryptických) druhů. Konkrétně Masunaga & kol. (2022) potvrdili na základě srovnání ribozomálního genu plus genu pro podjednotku I mitochondriální cytochrom c oxidázy existenci tří samostatných linií (kladů).

## Život a vývoj
Vršenka jednopohlavní se živí filtrací; za tímto účelem sekretuje kolem svého těla dočasné filtrační schránky, jež v jejím případě dovedou přefiltrovat i částice o velikosti 1 μm. Jakmile se schránka stane již dále nevyužitelnou, vršenka ji odvrhne a vytvoří si novou – v průměru asi jednou za 4 hodiny.
Vršenky vylučují pohlavní buňky přímo do vodního sloupce a rozmnožují se jen jednou za život – jde o tzv. semelparní organismy. Ve vodě o teplotě asi 15 °C se ze zárodků vyvíjejí larvy již po asi 4 hodinách a za asi 12 hodin od oplození larvy podstupují metamorfózu. Dospělci následně několik dní rostou, životní cyklus se dokončí v pouhých 6 dnech. V době pohlavní dospělosti už většinu hmotnosti dospělce tvoří pohlavní žlázy. Zvětšování těla se děje opakovaným zvyšováním ploidie buněk (tzv. endoreduplikace genomu) spíše než buněčným dělením. Dokonce i celou samičí zárodečnou linii tvoří jediná mnohojaderná buňka, tzv. coenocyt. Prekurzory oocytů jsou během svého zrání spojeny prostřednictvím prstencových kanálků v rámci výrazně rozvětveného útvaru, z něhož se do nich rozděluje cytoplazma.

## Význam
Vršenka jednopohlavní skýtá mnohé klady pro využití jako modelový organismus: bezproblémový chov ve slanovodních nádržích, velmi krátká generační doba (která umožnila mj. vypěstovat inbrední kmeny) a malý genom.